# ملاح دودي
ملاح دوديّ أو خشال دوديّ أو مُلَّيْح أو عَدْبة أو خُسال (الاسم العلمي: Reaumuria vermiculata)، نوع من نباتات فصيلة الطرفاوية التي وصفها كارل لينيوس.